# Сборная России по регби-7
Сборная России по регби-7 — российская сборная, представляющая Россию на международных турнирах по регби-7. Участвовала официально в чемпионатах Европы и мира по регби-7, а также турнирах Мировой серии. Трехкратный чемпион Европы (2007,2009,2016 годов), а также чемпион Универсиады 2013 года.

## История

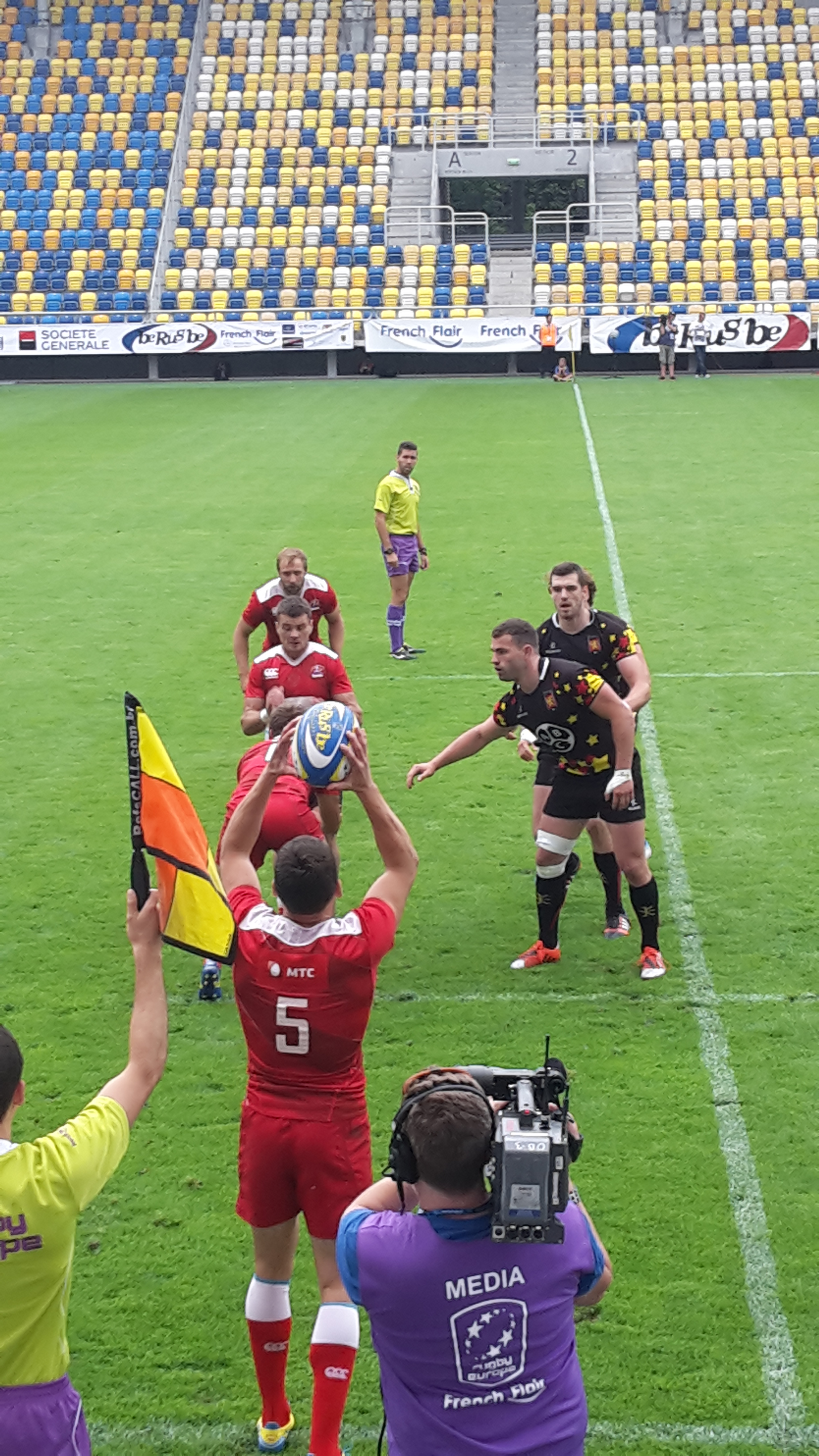
Матч этапа чемпионата Европы 2016 года в Гдыне между Россией и Бельгией

Первый чемпионат мира по регби-7, прошедший в шотландском Мелроузе в 1993 году, сборная России сенсационно пропустила. В отборочном цикле, который проходил с участием команд бывшего СССР, она сенсационно проиграла Латвии.
Развитие регби-7 в России было форсировано в 2000 году, когда был образован первый клуб по регби-7, тренером которого стал бывший игрок ВВА Сергей Гриднев: в мае 2000 года он вывез сборную на турниры во Францию и Испанию, и на обоих турнирах российская сборная заняла 2-е место. Чуть позже сборная была заявлена на отборочный турнир чемпионата мира в европейской зоне. Тренером команды был назначен Николай Неруш, помогал ему южноафриканский тренер Джимми Стоунхаус, который весной 2000 года консультировал юниорскую сборную России в канун подготовки к матчам Кубка мира. В заявку сборной по регби-7 вошли игроки следующих клубов:
- ВВА: Андрей Сорокин, Виктор Моторин, Виталий Сорокин, Павел Барановский, Виктор Яковлев
- Енисей-СТМ: Вячеслав Грачёв
- Пенза: Константин Рачков, Андрей Кузин, Дмитрий Дятлов, Андрей Епимахов
- Ажен (Франция): Мурат Уанбаев

Отборочный цикл в европейской зоне прошёл в Мадриде с участием 16 сборных, распределённых по четырём группам. На первом групповом этапе россияне обыграли Болгарию (25:0), Андорру (60:7) и достаточно сильную команду Италии (31:12). На втором групповом этапе сборная России обыграла Норвегию (57:0), Литву (19:14) и одного из фаворитов в лице Хорватии (12:0). В заявку хорватов вошли семеро игроков новозеландского происхождения, что, однако, не помогло им. В полуфинале россияне встретились с Шотландией, приехавшей вторым составом, но рассчитывавшей попасть на турнир: россияне победили 31:14 и автоматически оформили себе путёвку (шотландцы в матче за 3-е место проиграли хозяевам. В финальном матче россияне играли против Португалии и, ведя 12:0, уступили 12:17, однако результат финала не сказался на том факте, что россияне уже прошли на чемпионат как одна из трёх лучших команд.
В марте 2005 года сборная России выступила на чемпионате мира по регби-7 в Гонконге, заняв там 11-е место. В июле 2005 года Неруша на посту главного тренера сменил его помощник Бликкис Грюнвальд. Под руководством Грюнвальда сборная России была близка к тому, чтобы выиграть домашний чемпионат Европы по регби-7, но потерпела неудачу. Проведённый в Москве с 16 по 17 июля 2005 года чемпионат Европы по регби-7 стал первым турниром по регби-7, принятым Россией.
В июле 2007 года россияне впервые в своей истории выиграли чемпионат Европы, выиграв проводившийся у себя дома в Москве турнир. Прежде они выходили трижды в финал, но терпели неудачи в решающих встречах. Турнир прошёл с участием 12 команд, которые разыграли комплект наград и главный приз. В полуфинале сборная России обыграла Испанию, а в финале победила Францию со счётом 35:10; главным тренером команды был Клод Сорель, капитаном — Андрей Кузин. В том же году россияне выиграли малый кубок Мировой серии в рамках международного турнира в Гонконге.
В 2008 году на чемпионате Европы в Ганновере сборная России выступила ниже своих возможностей, заняв 9-е место. Однако пришедший на пост тренера Павел Барановский сумел с командой через год выиграть следующее первенство в Ганновере: команда квалифицировалась на турнир, победив на первом отборочном этапе в Одессе, а на втором этапе в Москве уступила в полуфинале Италии при неоднозначном судействе. На групповом этапе первенства 2009 года россияне попали в группу A к Франции, Молдавии, Румынии и Германии: они победили команды Молдавии (40:5) и Германии (19:14) в первых двух турах, в третьем туре проиграли Франции (12:15), а в четвёртом туре обыграли Румынию (31:17). В полуфинале была сокрушена Испания (24:7), а в финале россияне встретились с Францией. Проигрывая 0:19, россияне в первом тайме сумели отыграть 5 очков благодаря занесённой попытке, а во втором тайме вырвали победу, набрав 21 очко и выиграв 26:19
В 2010 году на чемпионате Европы в Москве россияне не смогли защитить титул чемпионов Европы, заняв 3-е место: в полуфинале они проиграли Франции 5:19, обыграв в матче за 3-е место Испанию (22:10).
В апреле 2015 года на квалификационном турнире в Гонконге сборная России впервые в истории стала полноправным участником Мировой серии по регби-7. В финале квалификационного турнира сборная России обыграла сборную Зимбабве 22:19.
Сборная России не смогла отобраться на Олимпиаду в Рио-де-Жанейро, но в 2016 году впервые за 7 лет выиграла чемпионат Европы, завоевав третье в истории золото. Выиграв первый этап в Москве, на втором этапе в английском Эксетер россияне заняли 4-е место. На третьем этапе в польской Гдыне они заняли 3-е место. Однако поскольку выступавшие на турнире сборные Великобритании играли вне зачёта (в финале этапа в Гдыне играли две британские сборные), титул по итогу ушёл к россиянам.
Сборная России не принимала участие в Олимпийских играх в Токио. С 2022 года отстранена от международных соревнований (в том числе от чемпионатов Европы и квалификационных турниров к Мировой серии).

## Выступления в соревнованиях

Прежний логотип сборных России по регби и регби-7

### Чемпионат мира
- 1993 — не квалифицировалась
- 1997 — не квалифицировалась
- 2001 — 9 место («Тарелка»)
- 2005 — 11 место
- 2009 — не квалифицировалась
- 2013 — 17 место («Чаша»)
- 2018 — 14 место
- 2022 — дисквалифицирована

## Текущий состав
Владимир Аксенов («Застава-7») Никита Бондаренко («Богатыри») Сергей Бондаренко («Балтийский шторм») Владимир Воскобойников («Химик») Николай Гилев («Застава-7») Степан Дегтярев («Застава-7») Дмитрий Дрождин («ВВА-Подмосковье») Данила Зенин («Химик») Илья Иванов («Химик») Дмитрий Карасюк («Таганий Рог») Александр Кобзев («Липецк») Артем Колотов («Ротор») Магомед Курбанов («Богатыри») Кирилл Лыков («Динамо») Сергей Полежаев («Застава-7») Иван Сботов («Застава-7») Родион Скачко («Застава-7») Евгений Сорокин («Богатыри») Данила Спиридонов («Застава-7») Даниил Степин («Застава-7») Денис Фомин («ВВА-Подмосковье») Илья Фролов («Застава-7») Юрий Чижов («Балтийский шторм») Александр Шаипкин («Динамо») Ислам Шакиров («Застава-7»)

## Главные тренеры
- 1993—2005: Николай Неруш
- 2005—2006: Бликкис Грюнвальд
- 2007—2008: Клод Сорель
- 2008—2009: Александр Алексеенко
- 2009—2011: Павел Барановский
- 2012—2014: Александр Алексеенко
- 2015—2018: Андрей Сорокин
- 2018—2019: Вайсале Сереви
- 2019—2021: Александр Янюшкин
- 2022—н. в.: Вуйо Зангка

## Форма
| ЧМ-2013 (домашняя) | ЧМ-2013 (гостевая) |